# Liste des Chinois lauréats du prix Nobel
Cet article dresse la liste des personnalités chinoises ayant été récompensées par un prix Nobel.

## Liste des lauréats
| Année | Portrait | Nom                    | Prix                  | Commentaire | Prix partagé avec |
| ----- | -------- | ---------------------- | --------------------- | ----------- | ----------------- |
| 1957  |          | Tsung-Dao Lee (1926)   | Physique              | [ 1 ]       | Chen Ning Yang    |
| 1957  |          | Chen Ning Yang (1922)  | Physique              | [ 1 ]       | Tsung-Dao Lee     |
| 2010  |          | Liu Xiaobo (1955-2017) | Paix                  | [ 2 ]       | -                 |
| 2012  |          | Mo Yan (1955)          | Littérature           | [ 3 ]       | -                 |
| 2015  |          | Tu Youyou (1930)       | Physiologie/ médecine | [ 4 ]       | -                 |